# 虹口耶稣圣心堂

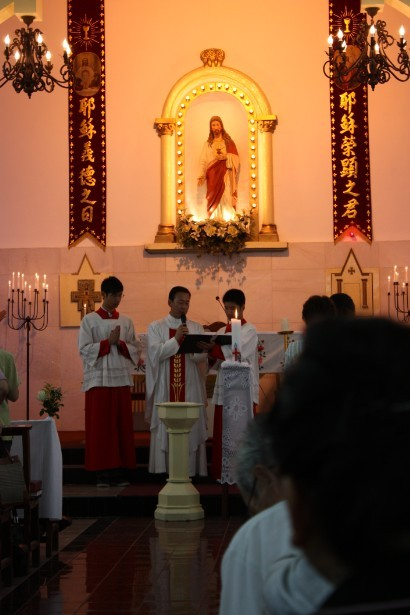
虹口耶稣圣心堂本堂神父为新教友举行圣洗圣事

虹口耶稣圣心堂是位于中国上海市虹口区南浔路的一座天主教堂。
1870年，在此设立小堂。教堂于1874年11月29日奠基，1876年6月10日投入使用，可容千人，是上海公共租界中第一座天主教堂（在1920年代以前也是唯一的一座）。初期服务对象主要是聚居在虹口的澳门葡萄牙人、菲律宾马尼拉人等外国海员，后来增加不少日本教友。此后该教堂一直是上海苏州河以北地区最重要的天主教堂。1900年，该堂中外教徒超过2000人，抗战时期一度增至6000余人。1949年，该堂教友共4366人。
在该堂附近的虹口地区，开设有不少天主教机构。1877年，公济医院由洋泾浜若瑟堂附近迁至虹口。1882年，圣芳济书院迁到教堂对面（今北虹中学）。1892年，在内蒙古一带传教的比利时圣母圣心会，来到上海虹口设立账房普爱堂；1894年，在湖南北部传教的西班牙奥斯定会也在虹口设立账房望德堂。这两个账房在1930年代迁往租界西区。西班牙省耶稣会设立的芜湖教区办事处设于南浔路260号虹口圣心堂内。
文革期间，教堂被浦光电表厂占用，并拆除改建为厂房。1982年，由工厂在原教堂南侧南浔路246号原俱乐部礼堂改建为教堂作为补偿。但堂区只有原来的三分之一，可容纳200多人。